# 3156 Ellington
(3156) Ellington is een planetoïde in de planetoïdengordel. De planetoïde werd op 15 maart 1953 ontdekt door Alfred Schmitt in Ukkel en is vernoemd naar de beroemde jazzpianist, jazzcomponist en bigbandleider Duke Ellington.